# Tuorijärvi
Tuorijärvi är en sjö i Finland. Den ligger i kommunen Sastmola i landskapet Satakunta, i den sydvästra delen av landet, 260 km nordväst om huvudstaden Helsingfors. Tuorijärvi ligger 32 meter över havet. Arean är 1,6 hektar och strandlinjen är 0,67 kilometer lång. Sjön  ingår i Karvia å huvudavrinningsområde.   I omgivningarna runt Tuorijärvi växer i huvudsak blandskog.